# Pannisberg
De Pannisberg is een heuvel in het Heuvelland gelegen nabij Vijlen in het zuiden van de Nederlandse provincie Limburg. De helling wordt ook wel Elzetterbosch genoemd.